# Ingentia
Ingentia ist eine Gattung der frühen Sauropodomorpha aus der Obertrias Südamerikas. Die einzige bekannte Art der bislang monotypischen Gattung ist Ingentia prima aus der Quebrada del Barro-Formation der Provinz San Juan im Nordwesten Argentiniens.

## Forschungsgeschichte und Etymologie
Wirbeltierfossilien aus der Quebrada del Barro-Formation waren bereits ab 1978 bekannt. Bei Geländearbeiten in den Jahren 2012 und 2014 wurden zwei neue, fossilreiche Fundstellen entdeckt, die inoffiziell als „Bone-bed“ (2012) und „Quebrada del Puma“ („Puma-Schlucht“, 2014) bekannt wurden. Von letzterer Fundstelle stammen unter anderem auch die Überreste von Ingentia.
Die Erstbeschreibung von Gattung und Typusart erfolgte 2018 durch Cecilia Apaldetti, Ricardo N. Martínez, Ignacio A. Cerda, Diego Pol und Oscar Alcober.
Der Gattungsname Ingentia wird in der Erstbeschreibung als Femininum der lateinische Bezeichnung für „riesig“ („huge“) bezeichnet (tatsächlich entspricht der gewählte Name allerdings dem entsprechenden Komparativ, substantiviert dementsprechend zu übersetzen als „die Riesigere“). Der Artzusatz prima wird in der Erstbeschreibung ebenfalls als Femininum für den lateinischen Begriff „erste“ („first“) erläutert. Der Artname lässt sich grob also in etwa mit „Erste Riesigere“ übersetzen. In Massenmedien wird allerdings eher eine Übersetzung mit „Erster der Riesen“ kolportiert.

## Fossilbeleg
Ingentia prima ist von zwei fragmentarisch erhaltenen Exemplaren bekannt. Der Holotypus (PVSJ 1086) besteht aus sechs artikulierten (in anatomischem Zusammenhang stehenden) Halswirbeln, Fragmenten eines rechten Schulterblattes sowie einer, ebenfalls artikulierten, rechten vorderen Gliedmaße mit Humerus, Radius, Ulna und Manus ohne Phalangen mit Ausnahme der Phalangen IV.1 und V.1–2.
Ein weiteres Referenzexemplar (PVSJ 1087) besteht aus vier anterioren und einem distalen Schwanzwirbel. Dazu kommen die proximalen und distalen Enden der Ulnae und Radii (womit die anatomische Überlappung mit dem Holotypus gegeben ist), ein Fragment der rechten Fibula sowie ein teilweise erhaltener rechter Fuß mit den distalen Tarsi III und IV, den Enden der Metatarsalia I und II, zwei isolierten Phalangen und einem Krallenbein.
Beide Exemplare stammen aus einem Fundhorizont etwa 160 m unterhalb der Hangendgrenze der Quebrada del Barro-Formation. Die Originalfossilien werden am Institut für Wirbeltierpaläontologie und Naturwissenschaftlichen Museum (Paleovertebrado Instituto y Museo de Ciencias Naturales) der Universidad Nacional de San Juan (PVSJ) aufbewahrt.

## Alterszuordnung der Funde
Für die Quebrada del Barro-Formation liegen keine absoluten radiometrischen Altersdaten vor. Die zeitliche Einstufung in das Obere/Mittlere Norium bis Rhaetium basiert auf Vergleichen der Wirbeltierfauna mit anderen Formationen und entspricht einem Absolutalter von etwa 215–220 Ma (Oberes/Mittleres Norium) bis 201,3 Ma.

## Merkmale
Ingentia war ein relativ großwüchsiger, quadrupeder Vertreter der Sauropodomorpha. Der Fossilbeleg lässt Rückschlüsse auf eine Gesamtkörperlänge von rund zehn Metern zu.
Die Gattung unterscheidet sich von allen anderen Vertretern der Gruppe durch die besondere Form der Pneumatisation der hinteren Halswirbel und ein, im Vergleich zur Speiche, stark erweitertes proximales Ende der Elle (Autapomorphien).
Die Neuralbögen der mittleren Halswirbel sind fast doppelt so hoch wie deren zugehörige Wirbelkörper. Das Hyposphen der Halswirbel C6–C10 entspricht in seiner Größe etwa der Höhe des Wirbelkanals, ähnlich wie bei Lessemsaurus, Aardonyx und Meroktenos. Das nur fragmentarisch erhaltene Schulterblatt zeigt einen ähnlich robusten Bau wie bei Lessemsaurus und Antetonitrus. Es steht damit im Gegensatz zu den eher grazilen Schulterblättern anderer, nicht zu den Sauropoda zählenden Sauropodomorpha, wie etwa Plateosaurus, Massospondylus oder Anchisaurus.
Der Oberarmknochen zeigt distal eine deutlich ausgeprägte Führungsrille für den Ansatz des Flexor-Muskels, ähnlich wie bei Lessemsaurus und den nicht zu den Sauropoda zählenden Sauropodomorpha. Der Deltopectoralkamm („Crista deltopectoralis“, „deltopectoral crest“), ein als Muskelansatz dienender Knochenkamm am Schaft des Humerus, erstreckt sich, wie bei den Sauropodiformes, über etwa 40 % der Gesamtlänge des Oberarmknochens. Das Olecranon ist wie bei Lessemsaurus, Antetonitrus und den Sauropoden nur schwach entwickelt. Die Mittelhandknochen sind kurz und insbesondere MC I, der Mittelhandknochen des „Daumens“, ist breiter als lang.

### Osteologische Merkmale
Histologische Untersuchungen am Oberarmknochen von Ingentia prima zeigten eine Abfolge von Wachstumslinien über die gesamte Kortikalis, die auf ein zyklisches Wachstum mit abwechselnden Wachstumsphasen und Wachstumsstillständen hinweisen, wie es auch von anderen, nicht zu den Sauropoda zählenden, Sauropodomorpha bekannt ist. Ähnlich wie bei den Sauropoden wurden während der aktiven Wachstumsphasen jedoch dicke Zonen mit gut durchblutetem, fibrolamellärem Knochengewebe gebildet.

### Atmungssystem
Die Pneumatisation der hinteren Halswirbel lässt Rückschlüsse auf ein Vogel-ähnliches Atmungssystem mit Luftsäcken im Bereich der Halswirbelsäule zu.

### Bedeutung des anatomischen Befundes
Ingentia prima zeigt, wie alle Vertreter der Lessemsauridae, eine Mischung aus urtümlichen Merkmalen (Plesiomorphien) und fortgeschritteneren Merkmalen, die als anatomische Voraussetzung für die Entwicklung von Riesenformen unter den Sauropoden ab dem Jura gewertet werden. Als typische „Sauropoden-Merkmale“ gelten dabei die stark pneumatisierten Halswirbel und das dadurch angedeutete Vogel-ähnliche Atmungssystem und die hohen Neuralbögen der mittleren Halswirbel als Ansatzstellen für eine kräftige Nackenmuskulatur. Schulterblatt und Armskelett deuten hingegen darauf hin, dass sich Ingentia zwar bereits quadruped fortbewegte, die vorderen Gliedmaßen sich jedoch noch nicht vollständig zu den, für die späteren Sauropoden typischen, säulenförmigen Vorderbeinen mit einer anatomisch erzwungenen Pronation des Handskeletts entwickelt hatten. Als weiteres urtümliches Merkmal kann das zyklische Knochenwachstum gewertet werden, das sich deutlich vom kontinuierlichen Knochenwachstum der späteren riesenwüchsigen Sauropoden unterscheidet.

## Systematik
Eine erste phylogenetische Analyse im Rahmen der Erstbeschreibung fand Ingentia als Schwestertaxon von Lessemsaurus in einer gemeinsamen Klade mit Antetonitrus und die Autoren erstellten für alle drei Gattungen eine neue Gruppe der Lessemsauridae innerhalb der Sauropodiformes.
Noch im gleichen Jahr 2018 wurde mit Ledumahadi aus dem untersten Jura von Südafrika ein weiterer Vertreter der Gruppe beschrieben. Eine weitere, umfassendere phylogenetische Analyse aus dem Jahr 2021 erfasste mit Meroktenos und Kholumolumo zwei weitere, bereits seit längerem bekannte Taxa als zu den Lessemsauridae gehörend. Das nebenstehende Kladogramm zeigt in vereinfachter Form das Ergebnis dieser Analyse.
Ingentia zeigt sich hier als Schwestertaxon von Antetonitrus in einer gemeinsamen Teilklade mit Lessemsaurus, während Meroktenos, Kholumolumo und Ledumahadi eine zweite, davon unabhängige Teilklade innerhalb der Lessemsauridae bilden.
Die systematische Stellung der Lessemsauridae in Bezug zu den Sauropoden ist abhängig von der Definition der Sauropoda. Nach einer älteren, knotenbasierten Definition (der jüngste gemeinsame Vorfahre von Vulcanodon karibaensis und den Eusauropoda und alle seine Nachfahren) durch Leonardo Salgado und Co-Autoren von 1997 („S97“ im nebenstehenden Kladogramm) zeigen sich die Lessemsauridae als Schwestergruppe der Sauropoda.
Adam M. Yates schlug 2007 eine stammbasierte Neudefinition der Sauropoda als „alle Sauropodomorpha, die näher mit Saltasaurus loricatus als mit Melanorosaurus readi verwandt sind“ vor („Y07“ im nebenstehenden Kladogramm; die Gattung Melanorosaurus selbst wurde in dieser Analyse nicht berücksichtigt). Nach dieser Definition wären die Lessemsauridae die erste wesentliche Teilklade innerhalb der Sauropoda.
Die Klade mit Vulcanodon, Tazoudasaurus und den Eusauropoda („S97“) wurde 2008 von Ronan Allain und Najat Aquesbi als neues Taxon Gravisauria innerhalb der Sauropoda gewertet.
Die Sauropodiformes waren von Paul Sereno 2007 ursprünglich definiert worden als „die kleinste Klade, die sowohl Mussaurus als auch Saltasaurus beinhaltet“ (knotenbasiert). Diese Definition wurde 2014 durch Blair W. McPhee und Co-Autoren geändert zu „die größte gemeinsame Klade, die zwar Saltasaurus, nicht jedoch Massospondylus beinhaltet“ (stammbasiert). In der Analyse, die zu nebenstehendem Kladogramm führte, wurde jedoch eine knotenbasierte Definition der Sauropodiformes bevorzugt.